# Jules Dufresne
Pour les articles homonymes, voir Dufresne.
Jules Auguste Dufresne est un ingénieur français, inspecteur général des ponts et chaussées et  sénateur de la Manche de 1879 à 1885, né le 28 mars 1809 à Cherbourg (Manche) et mort le 1er avril 1885 à Paris.

## Carrière
Il est élève à l'École polytechnique (X1828).

## Famille
Il est le père de Jules Dufresne (Jules Louis Dufresne, préfet de la Lozère, de la Haute-Marne, des Hautes-Pyrénées, de la Corse et de l'Oise). 